# 양읍
양읍(楊邑, ? ~ ?)은 중국 후한 시대의 인물이다.

## 사적
서기 25년, 왕조(王調)가 낙랑 태수 유헌(劉憲)을 죽이고 낙랑 태수라 칭하며 반란을 일으키자, 후한 태조 광무제는 왕조의 반란을 토벌하기 위해 왕준(王遵)을 낙랑 태수로 삼아 파견하였다.
이때 상동성 출신인 왕굉(王閎)과 협력하여 왕조를 죽이고 새로운 낙랑 태수 왕준을 맞이하였다.